# Casa Grande de Burgau
A Casa Grande de Burgau é um edifício histórico na localidade de Burgau, no concelho de Vila do Bispo, em Portugal.

## História e descrição
O edifício situa-se na aldeia de Burgau, e consiste num antiga residência abastada, que foi depois convertida num estabelecimento hoteleiro da tipologia de bed and breakfast. No seu interior apresenta vários elementos de interesse, como as escadarias, as paredes decoradas a mármore, as portas em madeira lavrada, e os tectos moldados.
A casa foi construída em 1912, por uma família abastada que era proprietária de grande parte dos terrenos em redor de Burgau, que então era apenas uma pequena aldeia de pescadores. Foi adquirida em 1972 por uma família inglesa, encontrando-se então num avançado estado de abandono. Os novos proprietários fizeram grandes obras de restauro, recuperando a aparência original do imóvel, e converteram-no num estabelecimento hoteleiro e restaurante, que estava instalado na antiga adega.